# Dingling
De Dingling (Chinees: 丁零) was een volk in het zuiden van Siberië en Mongolië. Zij woonden oorspronkelijk aan de bovenloop van de Jenisej, waar ze door Russische archeologen geïdentificeerd worden met de Tagarcultuur. In de 3e eeuw v.Chr. begonnen ze zich naar het oosten uit te breiden. Ze maakten deel uit van het rijk van de Xiongnu.

## Geschiedenis
De Dingling worden voor het eerst vermeld in de Chinese beschrijving van de veroveringen van Mao Dun ongeveer 202 v.Chr. Nadat de Dingling door de Xiongnu werden veroverd, waren ze lange tijd een deel van hun rijk. In 71 voor Christus was er een opstand van de Dingling samen met andere stammen, die vervolgens onafhankelijk werden. In 60 v.Chr. vielen ze samen met de Wusun en Wuhuan de Xiongnu aan. In 51 v.Chr. werden ze opnieuw veroverd door de Xiongnu onder Zhi Yu.
Sommige groepen van Dingling vestigden zich tijdens het bewind van Wang Mang in China.
In 85 AD waren ze betrokken bij het omverwerpen van de Xiongnu door de Xianbei. Ze werden al snel een deel van de noordelijke Xiongnu en de Xianbei onder Tanshihuai. Daar waren ze ofwel een deel van de stam van de Toba of identiek met hen. Nadat de noordelijke Xiongnu werden verslagen door andere stammen en de heersers van de Xianbei waren gestorven, trokken vele Dingling naar het zuiden. 

## Tiele
Omstreeks 487 na Christus vormden de overgebleven Dingling een confederatie van 12 stammen, geleid door de twee broers Afoetsjzjilo en Tsjoentsi. Het ethnoniem Dingling werd nog steeds gebruikt, maar tegelijkertijd ook andere benamingen zoals Gaoche - "hoge wagens", en Tiele.

## Cultuur
De cultuur van de Dingling werd voornamelijk onderzocht in de opgravingen van de graven in Noin-Ula in het noorden van Mongolië. Er zijn meer dan 212 graven. In deze bevinden zich drie groepen van grafgiften:
- Ingevoerde goederen uit China, in het bijzonder zijde. Deze hebben taoïstische elementen en ideogrammen, met inbegrip van uitbeeldingen van Taoïstische legenden en verhalen.
- Goederen uit het Westen, uit Bactrië en Perzië, die werden beïnvloed door de Hellenistische cultuur. Hiervandaan kwamen in het bijzonder luxegoederen.
- Producten van lokale ambachtslieden. Onder de grafvondsten bevinden zich ook borduurwerken van wol met afbeeldingen van stamhoofden en scènes uit het dagelijks leven alsook hellenistische plantenmotieven.

De vorsten werden begraven in twee doodskisten, een binnen- en een buitenkist. De kleding was gemaakt van bont, versierd met goud en zilver.